# Andy Dales
Andrew „Andy“ Dales (* 13. November 1994) ist ein englischer Fußballspieler, der bei Scunthorpe United unter Vertrag steht. Aktuell ist er an Hamilton Academical verliehen.

## Karriere
Andy Dales spielte in seiner Jugend für Derby County. Für den Verein spielte er ab dem Jahr 2004, als er neun Jahre alt war. Nach zehn Jahren bei den „Rams“ wechselte er im August 2014 zum FC Mickleover Sports aus dem gleichnamigen Stadtteil von Derby. In den nächsten vier Jahren war er dabei im Non-League football aktiv. In der Saison 2017/18 erzielte er 23 Tore für Mickleover. Im Juni 2018 wechselte der 23-Jährige zum Drittligisten Scunthorpe United. Bei seinem Debüt für Scunthorpe und zugleich als Profi traf er im Drittligaspiel am 4. August 2018 gegen Coventry City zum 2:1-Siegtreffer. Bis zum Jahresende absolvierte Dales 25 Pflichtspiele für den Verein davon 20 in der League One. Im Januar 2019 wurde Dales an den schottischen Erstligisten FC Dundee verliehen. Im Januar 2020 wurde er erneut nach Schottland verliehen. Bis zum Ende der Saison 2019/20 spielte er für Hamilton Academical.